# Euophrys pulchella
Euophrys pulchella là một loài nhện trong họ Salticidae.
Loài này thuộc chi Euophrys. Euophrys pulchella được Elizabeth Maria Gifford Peckham & George William Peckham miêu tả năm 1893.